# Административно деление на Косово
Административното деление на Косово е на двустепенно и се състои от окръзи (на албански: qark или rreth, на сръбски: округ или okrug) и общини (на албански: komuna; на сръбски: општина или opština).

## Окръзи
Окръзите (на албански: qark или rreth, на сръбски: округ или okrug) са най-високото ниво на административно деление в Косово. От 2000 година, когато територията на областта е поставена под временното управление на ЮНМИК, Косово се дели на 7 окръга:
- Гнилянски
- Дяковски
- Митровски
- Призренски
- Прищински
- Печки
- Феризовски

Това административно делене се запазва и след 2008 година, когато областта обявява независмост от Сърбия. Сръбското правителство отказва да приеме тази административна реформа и признава териториалното деление до 1999 година. В периода 1990 – 1999 година Косово и Метохия се състои от пет окръга:
- Косовски окръг
- Печки окръг
- Призренски окръг
- Косовскомитровски
- Косовскопоморавски

## Общини
Общините (на албански: komuna; на сръбски: општина или opština) е второстепенната и основната единица в административно деление на Косово. Към 2008 година Косово се дели на 38 общини:
| - Витиня - Вучитрън - Глоговац - Гниляне - Дечани - Драгаш - Дяково - Зубин поток - Звечан - Исток | - Качаник - Клина - Косово поле - Косовска Каменица - Косовска Митровица - Лепосавич - Липян - Малишево - Ново бърдо - Обилич | - Ораховац - Печ - Подуево - Прищина - Призрен - Сърбица - Суха река - Феризово - Щиме - Щръбце |

Общините на Лепосавич, Зубин поток и Звечан в Северно Косово имат значително сръбско мнозинство, което съставлява над 90% от населението им. Населението на всички останали косовски общини е съставено от значително албанско мнозинство, с изключение на община Щръбце в южната част, в която мнозинството от населението ѝ са сърби. Преди войната в Косово сръбско мнозинство има и в община Ново бърдо. Днес населението на общината е съставено от албанското мнозинство, което се дължи на етническо прочистване, извършено от косовските албанци над сърбите.
Още преди обявяването на независимостта Временните институции на самоуправление на Косово приемат план за децентрализация, според който се предвижда създаването на 7 нови общини. Този план е приет в съответствие с мандата специалния пратеник на ООН за областта Марти Ахтисаари. Стратегията за децентрализация на местно ниво предвижда две от тези общини да са с преобладаващо албанско мнозинство (Елезки хан и Юник), четири – с преобладаващо сръбско мнозинство (Грачаница, Клокот, Партеш и Ранилуг) и петата с преобладаващо турско мнозинство (Мамуша). Процесът е започнал в три от петте нови общини (Елезки хан, Юник и Мамуша). Новосъздадените общини са:
- Елезки хан
- Грачаница
- Клокот
- Мамуша
- Партеш
- Ранилуг
- Юник

Според плана за децентрализация община Косовска Митровица е разделена на община Северна Митровица и община Южна Митровица.

### Бивши общини
В периода между 1990 – 1999 в Косово и Метохия съществуват още две обшини:
- Гора
- Ополе (1990 – 1992, по-късно присъединена към община Призрен)

През 2000 година двете бивши общини са сляти в една нова Драгаш (Шар). Броят на общините в Косово остават 30, тъй като по това време са създадени две нови общини Малишево (от териториите на общините Ораховац, Суха река и Клина) и Глоговац.